# Radioåret 1945

## Händelser

### Mars
- 16 - Lennart Hyland anställs vid SR [1].

### Okänt datum
- Sveriges regering lägger proposition om byggandet av ett radiohus.

## Radioprogram

### Sveriges Radio
- 7 maj - Fredsdagen, slut på andra världskriget i Europa. Tal av flera europeiska statsöverhuvuden. En radioinsamling startas, Frihetsgåvan till Norge.
- Lektor Uno Sondelius från Motala håller nybörjarkurs i engelska, Learn English. Sveriges Radio sänder också en radiokurs i ryska.

## Födda
- 2 januari- Agneta Askelöf, svensk programledare.
- 7 oktober - Gert Fylking, svensk programledare.
- 6 december - Erik Arnér, svensk journalist och programledare.
- Lasse Swahn, programledare för Ring så spelar vi

## Avlidna
- 29 september – Bertil Uggla, 55, programledare för morgongymnastiken i Sveriges Radio.

### Fotnoter
1. ↑  100 år med Aftonbladet – Titta... på Hajen ...och Ria...och Hyland, 1999